# 李万郴
李万郴（1953年8月3日—），男，福建上杭人，中华人民共和国政治人物。湖南师范学院（现湖南师范大学）毕业，中共湖南省委党校在职研究生。

## 生平
1973年8月加入中国共产党。历任共青团衡阳市委书记；中共衡阳市南岳区委书记，衡阳市委助理巡视员、市委常委、宣传部长、副书记；湖南省政府经济研究信息中心副主任、主任等职。2004年5月任湖南省人口和计划生育委员会主任、党组书记。